# Бубны (Алтайский край)

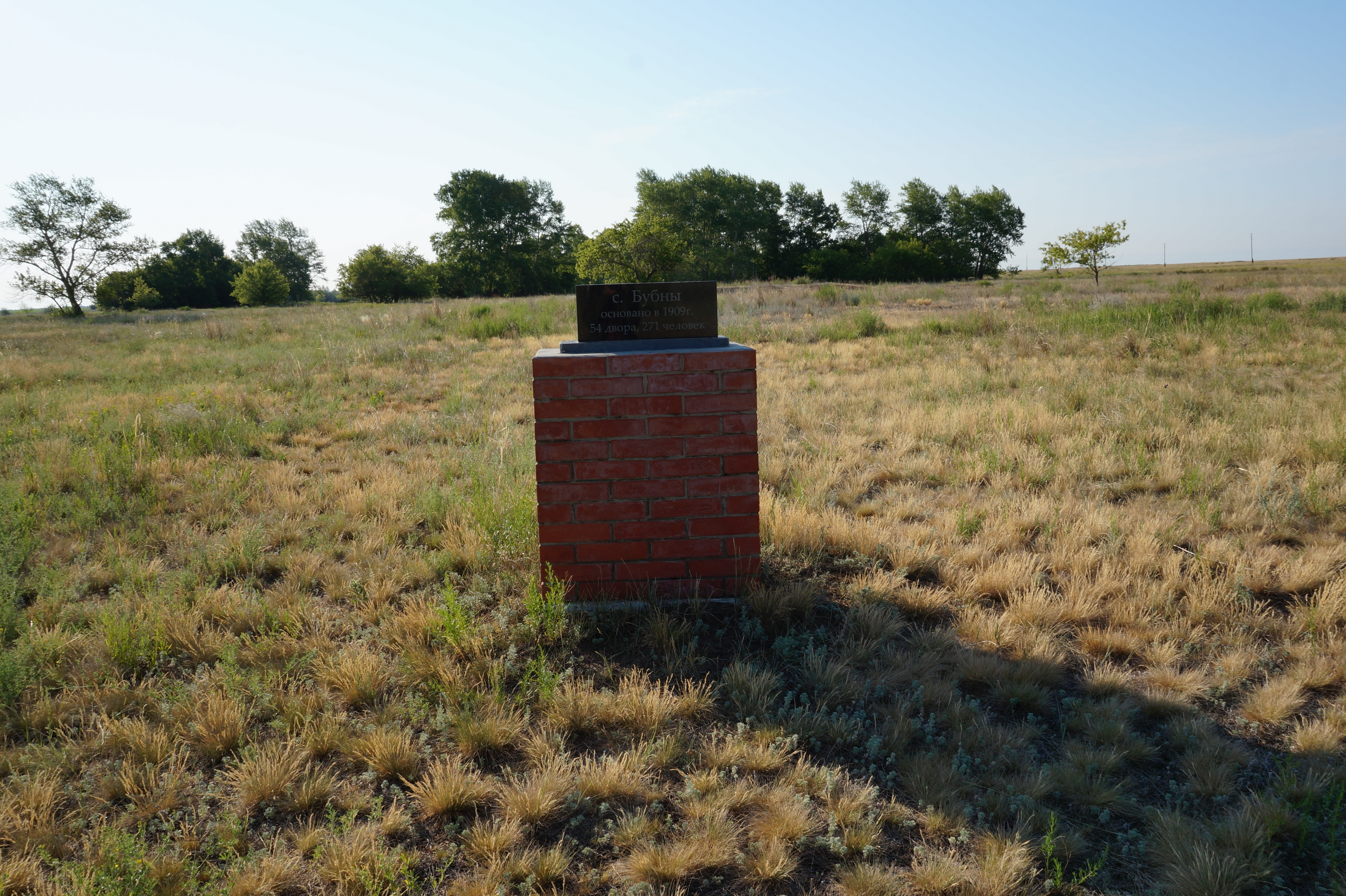

Бубны — упразднённое село в Славгородском районе Алтайского края. Точная дата упразднения не установлена.

## География
Располагалось в 3 км к юго-востоку от села Максимовка.

## История
Основано в 1909 г. В 1928 г. посёлок Бубны состоял из 50 хозяйств, в составе Максимовского сельсовета Славгородского района Славгородского округа Сибирского края.

## Население
В 1928 году в посёлке проживало 313 человек (150 мужчин и 163 женщины), основное население — украинцы.